# Actopan (Hidalgo)
Actopan (Nahuatl: Atocpan, Otomí: Mäñ’uts’i) is een plaats in de Mexicaanse deelstaat Hidalgo. De plaats heeft 26.755 inwoners (census 2005) en is de hoofdplaats van de gemeente Actopan.
In Actopan bevindt zich een van de best bewaarde conventen van de koloniale periode. Het 16e-eeuwse convent van San Nicolás de Tolentino deed zowel dienst als klooster en als fort en is vooral bekend vanwege de fresco's die nog in zeer goede staat zijn.

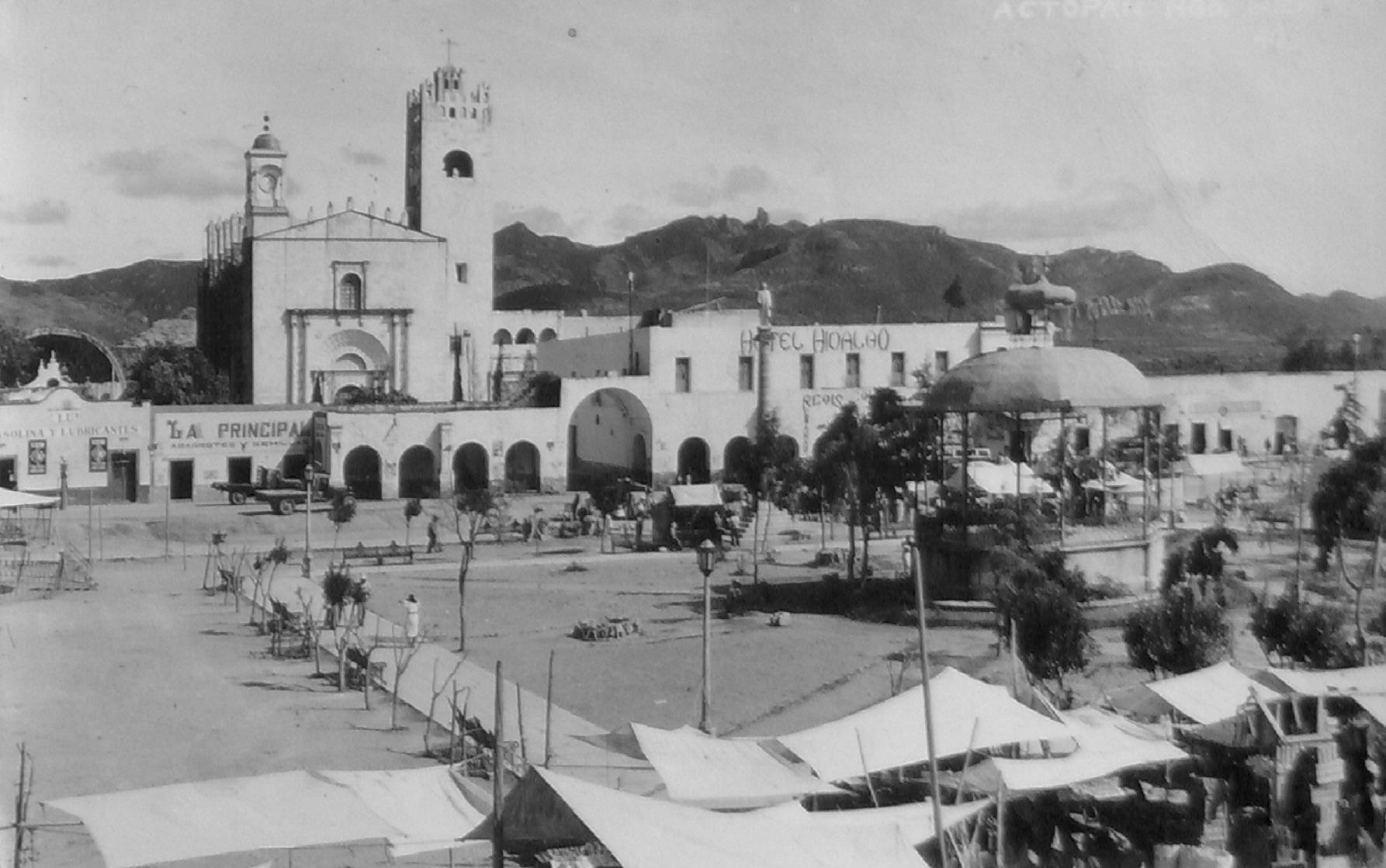
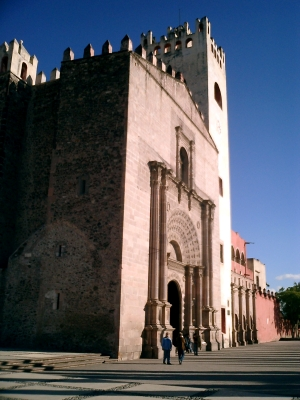
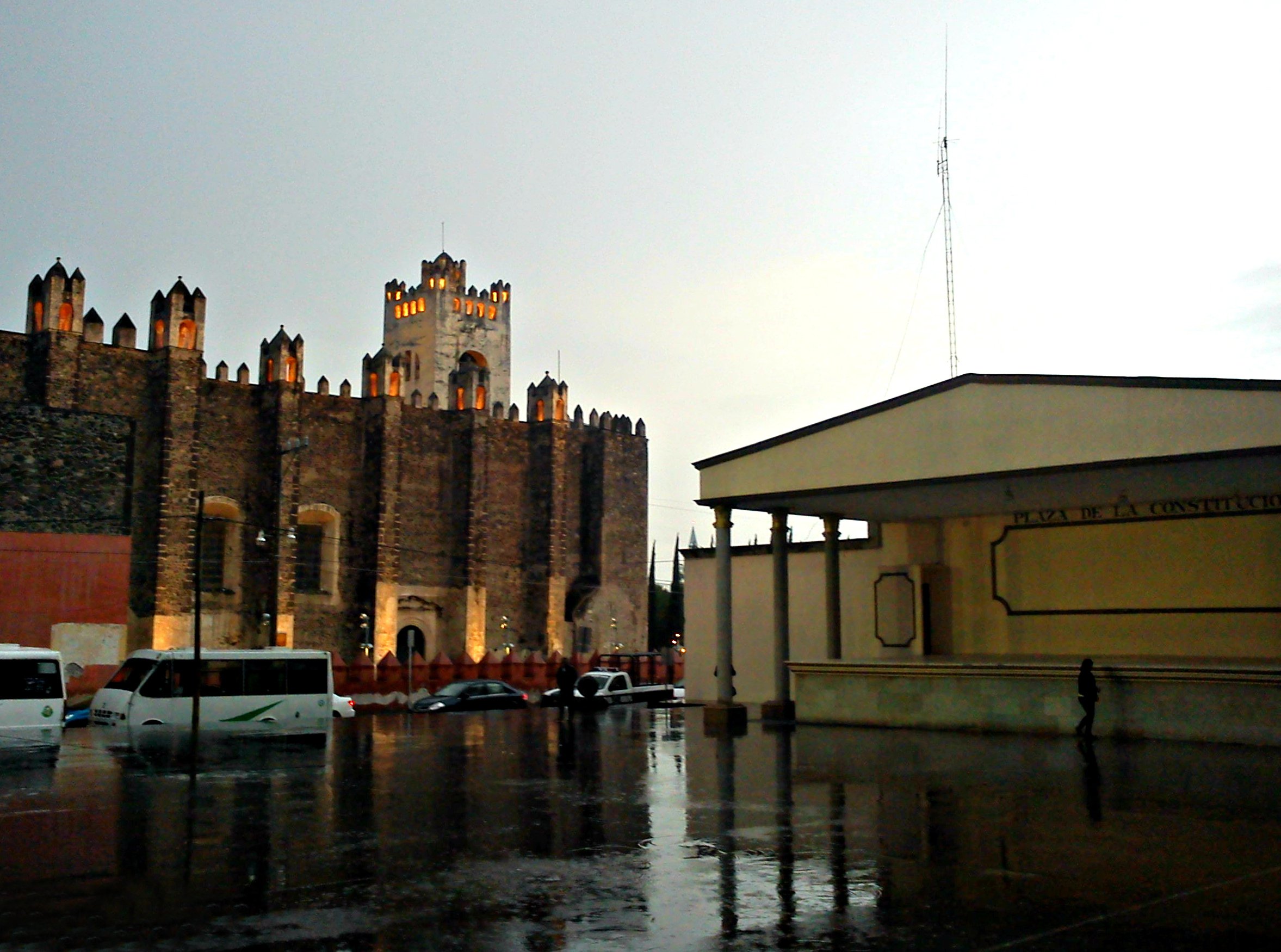
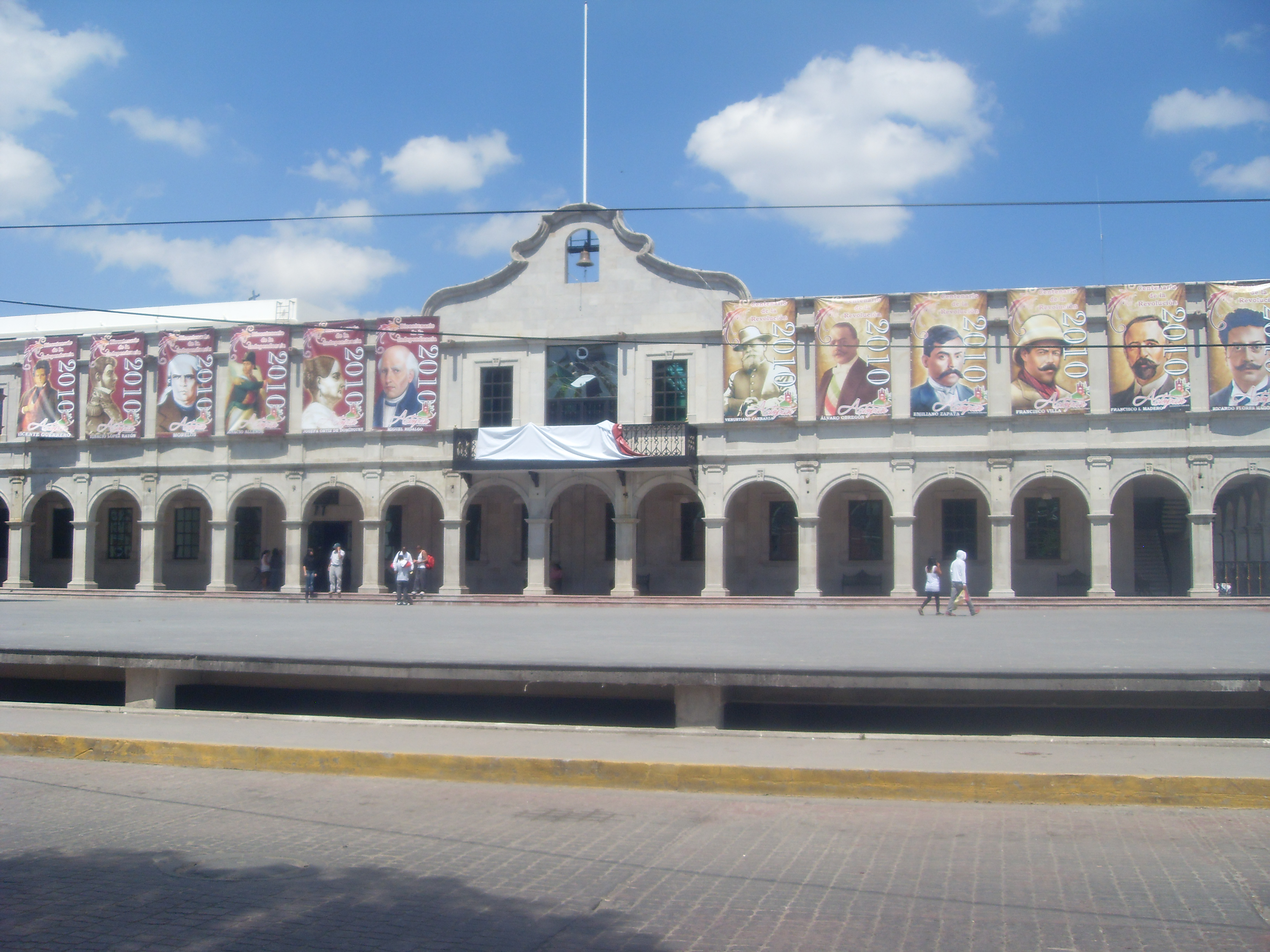
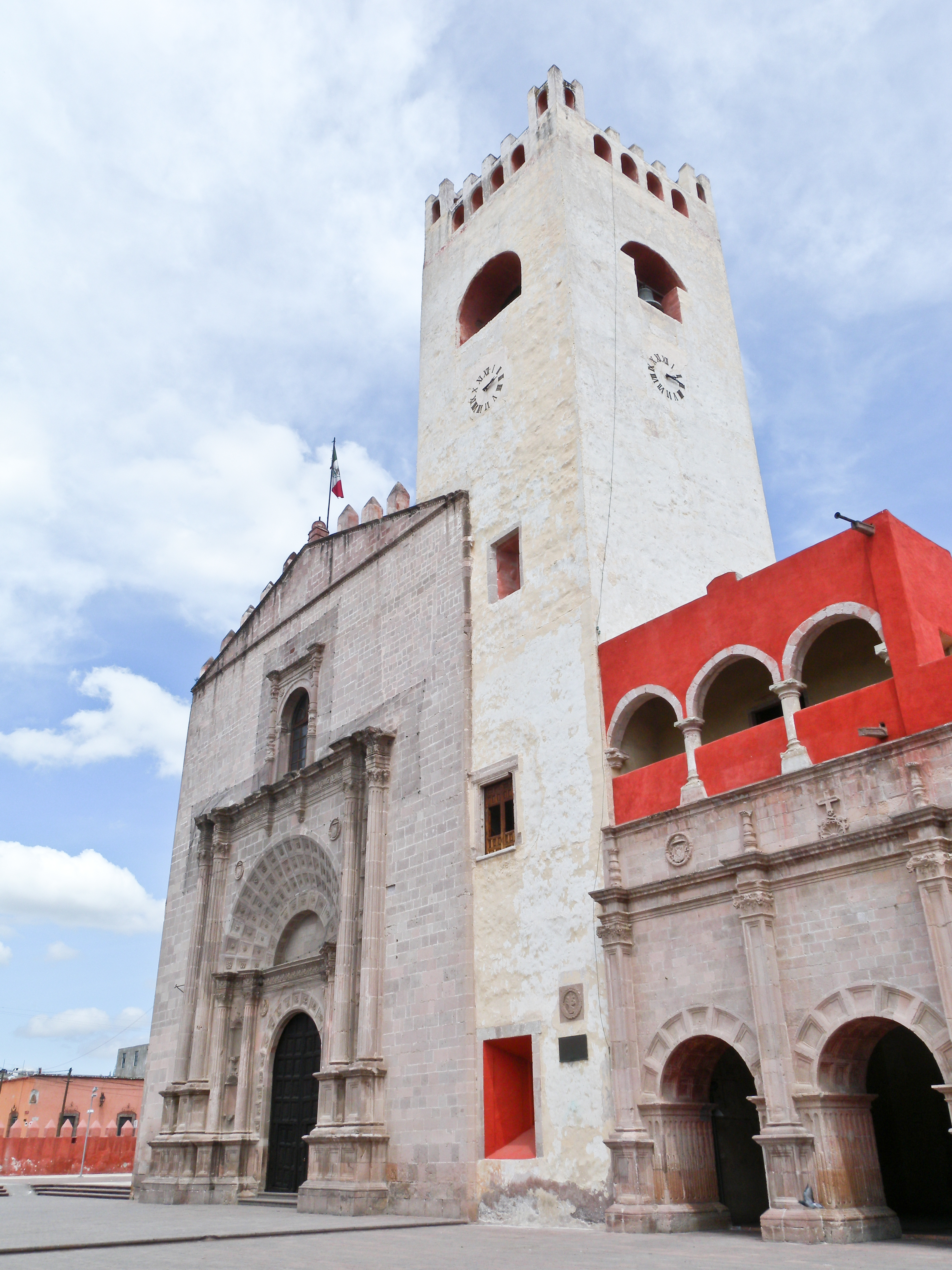
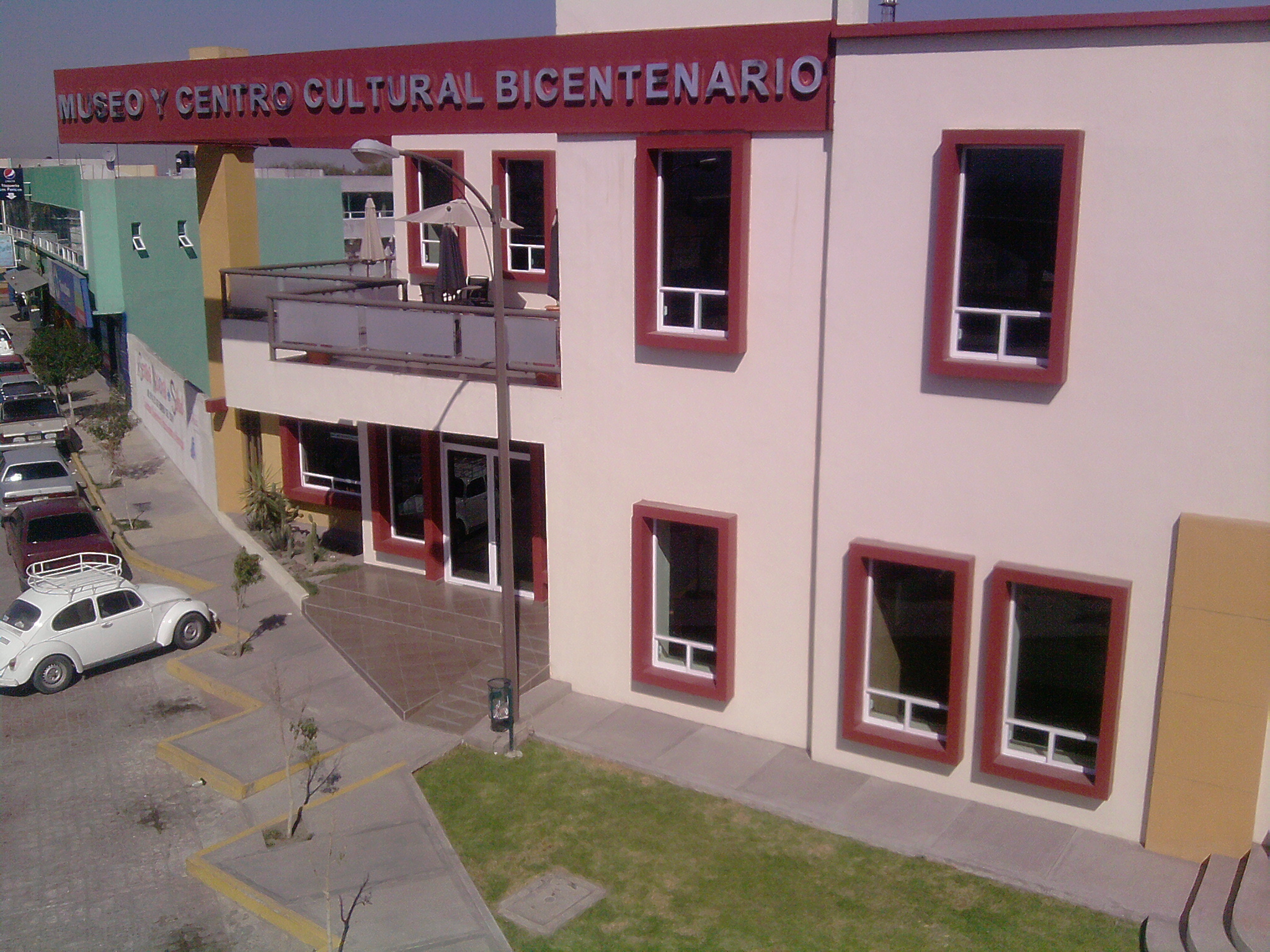